# Production de semences

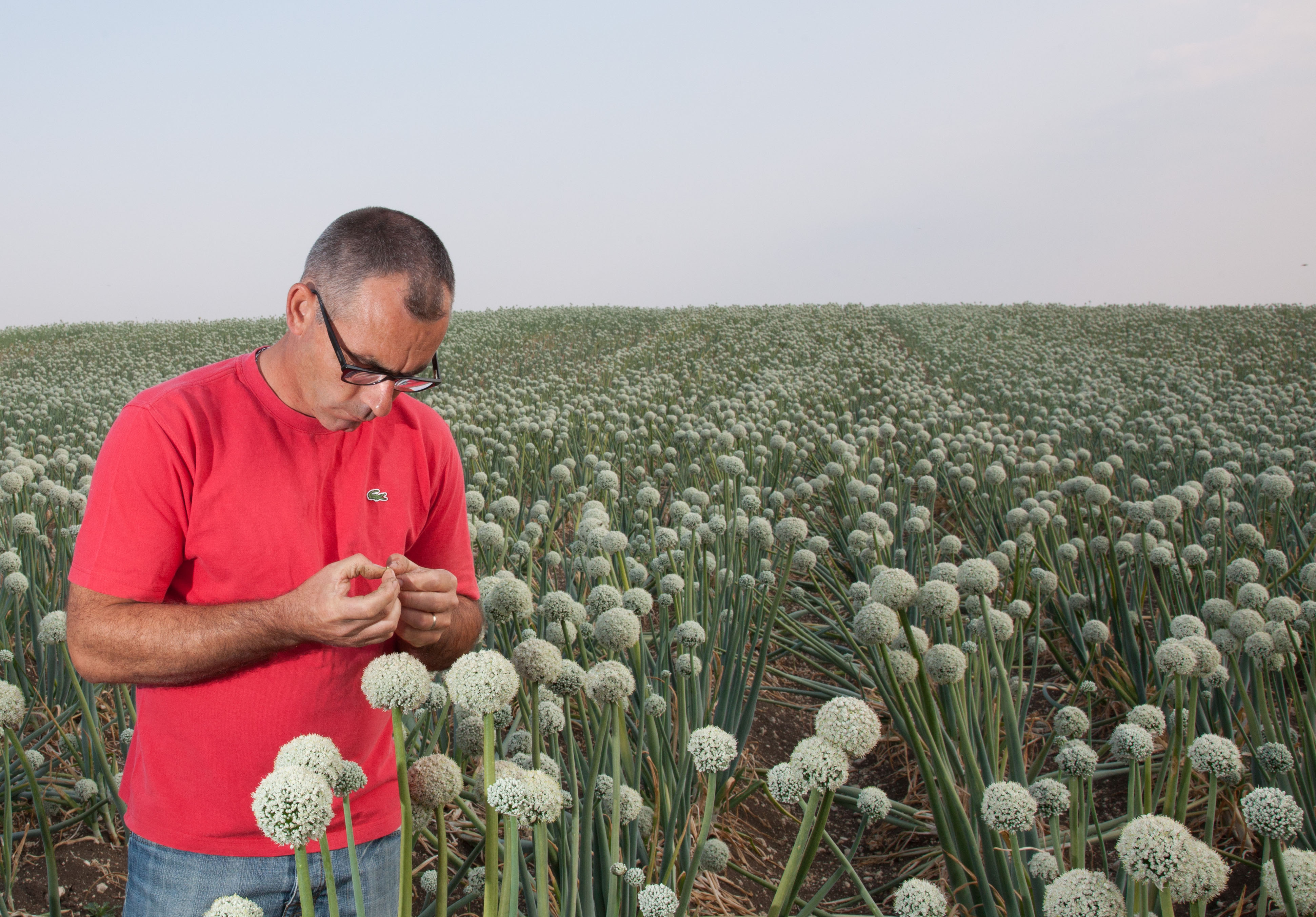
agriculteur multiplicateur dans un champ de multiplication de semences d'oignons

La production de semences est l'activité qui consiste à multiplier les semences d'une espèce végétale, sur une ou plusieurs générations, afin de disposer de quantités plus importantes en vue de produire cette même espèce à d'autres fins. Elle est majoritairement pratiquée par des agriculteurs multiplicateurs qui passent des contrats avec des entreprises de production de semences mais peut être pratiquée par toute personne pour son usage personnel.
La production de semence nécessite des précautions particulières, différentes selon les modes de reproduction des espèces, et des contrôles à chaque étape afin d'assurer à l'utilisateur final les qualités recherchées.

## Historique
Dès le début de l'agriculture, les hommes ont récolté des graines qu'ils semaient afin d'assurer leur alimentation.
Puis les paysans ont amélioré ces pratiques au fil des ans.À partir du milieu du XIXe siècle la production s'est progressivement structurée et une réglementation a été élaborée afin d'assurer une production régulière et de qualité à destination des utilisateurs.
Aujourd'hui, toute la filière de production est tracée, depuis les premières semences-mères, dites semences "de base", jusqu’aux semences livrées en sac pour le semoir de l’agriculteur ou en sachet pour le jardinier amateur.

## Schémas de multiplication

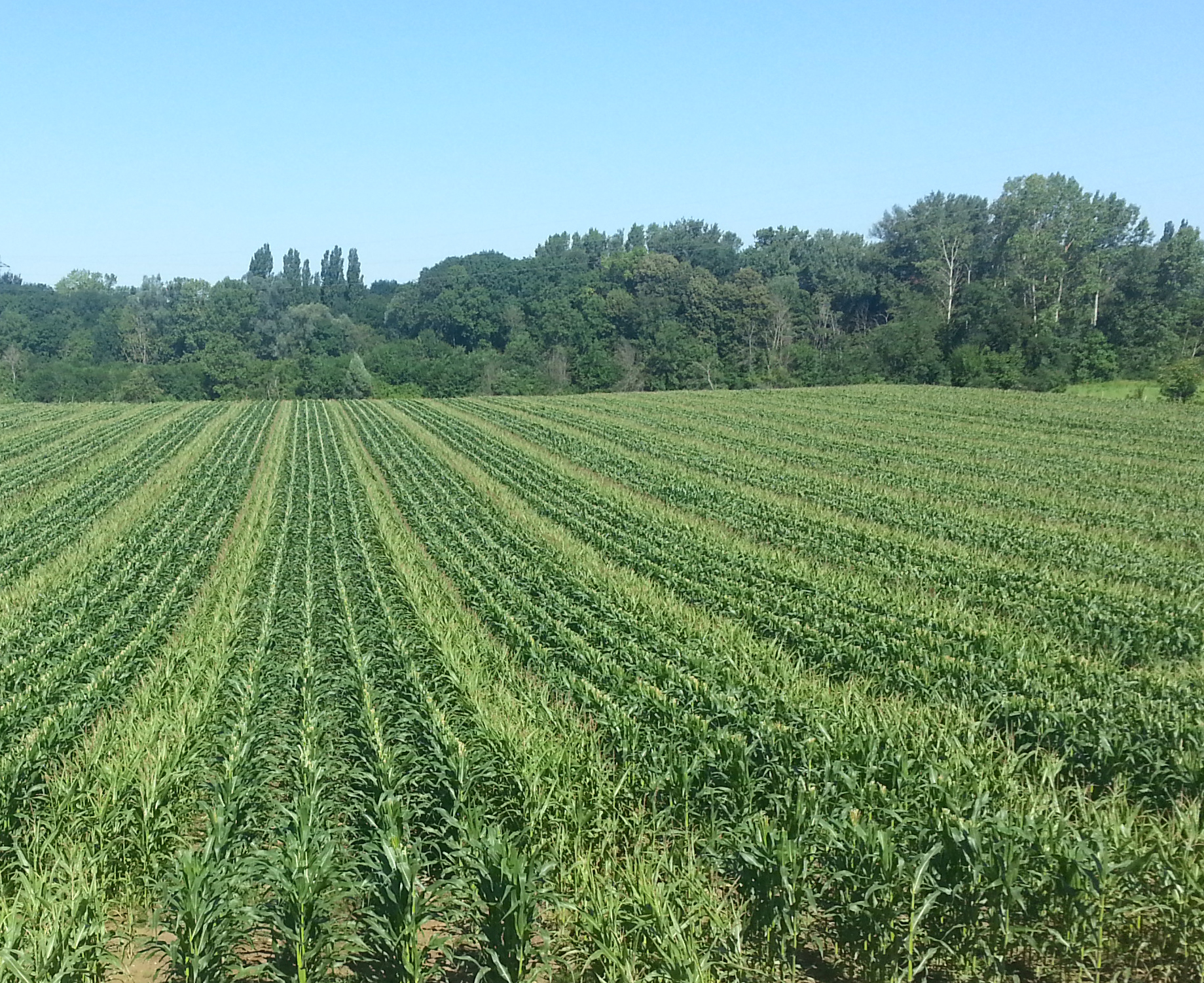
Champ de maïs semence castré : 2 lignes mâles pour 4 lignes femelles

Selon les espèces, les modes de multiplications diffèrent, on distingue :
- les espèces autogames telles que le blé ou la tomate,
- les espèces allogames telles que le maïs ou la luzerne,
- les espèces à reproduction végétative telles que la pomme de terre (tubercule), l'ail (bulbe), le fraisier (stolon).

Par ailleurs, certaines espèces comme le blé ou le colza sont annuelles, d'autres sont bisannuelles comme la carotte ou la betterave, la floraison et la formation des graines se produit la deuxième année après le semis, enfin d'autres espèces sont pérennes, comme la luzerne ou le dactyle, la floraison et la formation des graines a lieu plusieurs années de suite après le semis.
Pour produire des semences d'une variété identifiée des schémas de multiplications sont mis au point afin d'adapter la production de semences aux caractéristiques de chaque espèce. À titre d'exemples: 
- la production des semences de blé, espèce autogame, est réalisée généralement en 4 générations. C'est-à-dire que les semences de base de la variété sélectionnée sont multipliées à quatre reprises avant d'obtenir suffisamment de semences qui seront certifiées et commercialisées auprès des agriculteurs. Les agriculteurs ont ensuite la possibilité d'effectuer assez facilement des multiplications supplémentaires pour produire leurs propres semences à la ferme.
- la production de semences de luzerne, espèce allogame, est réalisée généralement en 2 ou 3 générations en partant de plusieurs lignées voisines. On parle de variété synthétique.
- la production de semences de maïs (hybride F1), espèce allogame, nécessite un dispositif particulier alternant des variétés lignées mâles et femelles semées en rangs alternées[2]
- la production de semences (plants) de pomme de terre, espèce à reproduction végétative suit un schéma particulier [3]. Une phase pour la régénération des plants se fait en culture in vitro puis au moins huit générations sont réalisées pour obtenir les plants certifiés.

## Étapes de la production
L’obtenteur réalise les toutes premières générations jusqu’au stade où des superficies plus importantes sont nécessaires. L'établissement producteur de semences va produire des semences en quantité plus importantes en les confiant à des agriculteurs multiplicateurs qui vont les multiplier puis les restituer à l'établissement producteur qui va les trier, les nettoyer, souvent les traiter puis les conditionner en vue de leur commercialisation.
Les actions techniques menées en particulier par des stations d'expérimentations  permettent d'étudier et de mettre au point des itinéraires techniques propres aux semences dans un objectif de performance économique et environnemental.
Pour la production de semences biologiques la réglementation propre à l'AB s'ajoute au processus de production des semences conventionnelles.

### Multiplication aux champs
Pour produire des semences les agriculteurs multiplicateurs sont livrés en semences de base par un établissement producteur. Un contrat de multiplication est établi qui précise de manière très détaillée les pratiques à suivre pour assurer la traçabilité et la qualité des semences de la variété. Des contrats-types existent pour chaque famille d'espèces à produire selon une convention type de multiplication agréée par le Ministère de l'Agriculture négociée de manière interprofessionnelle. Les semis des porte-graines sont effectués pour la plupart des espèces selon un dispositif précis, avec des règles d'isolement particulières, des soins rigoureux en culture et à la récolte. La multiplication de semence est un métier demandant un savoir faire technique et intellectuel,.
Pour certaines espèces, telles que les betteraves, à pollinisation par le vent  (anémophile) et de nombreuses espèces notamment les espèces potagères, à pollinisation par des animaux pollinisateur, tels que les insectes, souvent entomophile), les isolements des cultures porte-graines sont particulièrement important et sont gérés collectivement pour éviter les risques de croisements entre les variétés.

### Travail en station

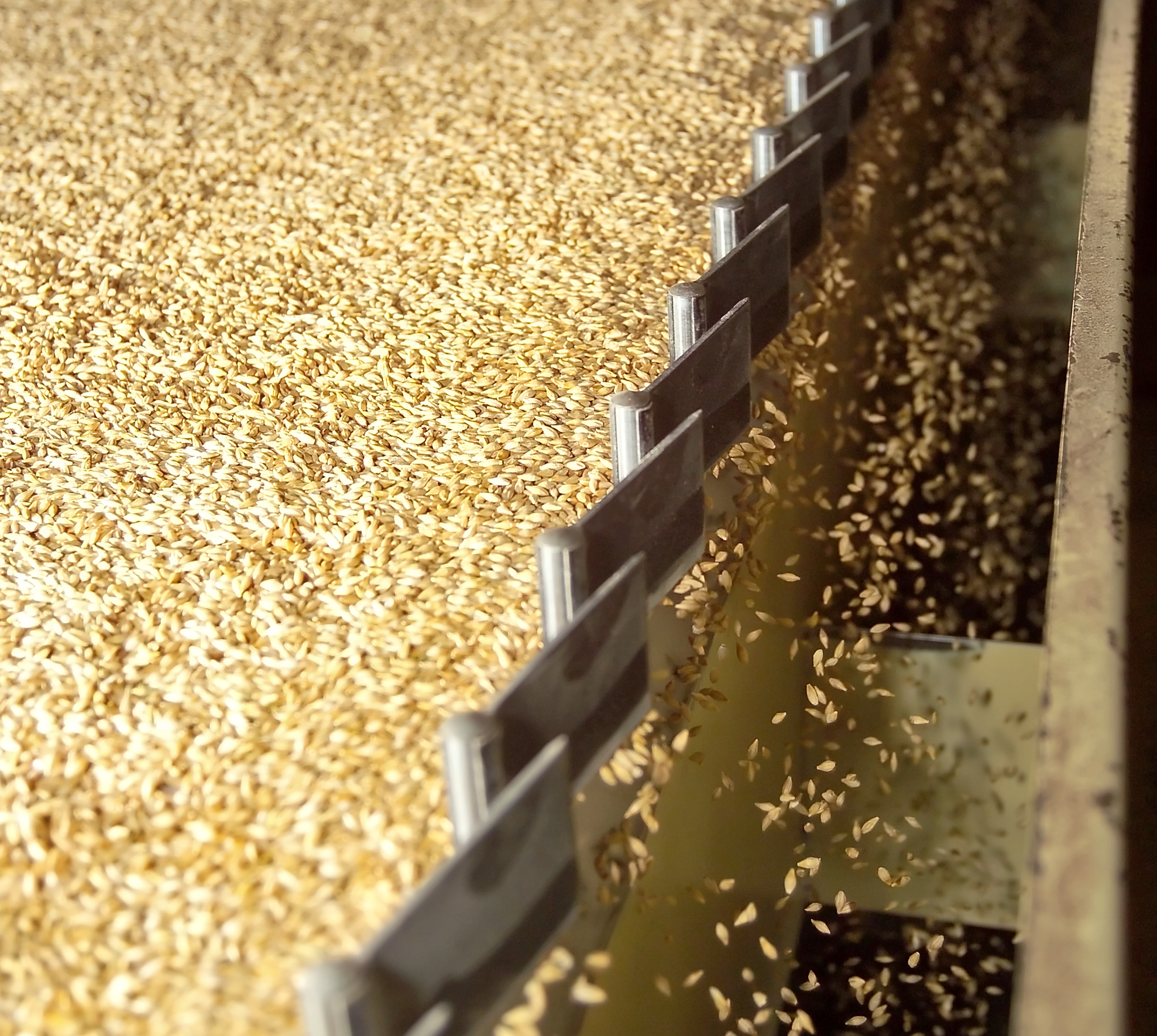
Table densimétrique permettant de trier les semences selon leur masse volumique

Après leur multiplication aux champs les semences sont nettoyées, triées, éventuellement traitées, analysées puis conditionnées et stockées dans les stations de semences avant d'être distribuées aux utilisateurs. Dans ce but, différents types d'appareils peuvent être utilisés : pré-nettoyeur, ébarbeur, nettoyeur séparateur, trieur alvéolaire, calibreur, table densimétrique, trieur optique, appareil de traitement, etc.

### Contrôles de qualité en France
Les principaux critères de qualité des semences sont la pureté spécifique (absence de graines étrangères), la pureté variétale (absence de semences d’une autre variété), la faculté germinative et l'état sanitaire. Les contrôles de qualité des semences aux champs et dans les stations de semences sont effectués par le SOC.
Pour les semences des espèces de grandes cultures, les analyses officielles de semences, en vue de la certification, sont réalisées par la Station nationale d'essais de semence du GEVES. Pour les semences des espèces potagères, qui ne sont pas certifiées, les analyses sont sous la responsabilité des entreprises qui les produisent et les commercialisent.

## Règlementation en France
Voir règlementation semence

## Économie
La production de semences est assurée par des entreprises de toutes tailles, depuis l'agriculteur ou le particulier qui fait lui-même ses semences pour son propre usage jusqu'aux multinationales liées à l'agrochimie, en passant pas des entreprises de moyennes dimensions plus ou moins spécialisées sur telles ou telles espèces ou groupes d'espèces.

### France
La France est le premier pays producteur de semences en Europe et le premier pays exportateur mondial de semences.
En effet, la diversité de son climat et de ses terroirs, ainsi que le savoir-faire des  agriculteurs-multiplicateurs et des entreprises de semences, offre des conditions très favorables pour produire des semences d’excellente qualité[réf. nécessaire].

#### Surfaces en multiplication
Les surfaces moyennes en 2022 sont d'environ :
| Groupe d'espèces                 | surfaces en hectares |
| -------------------------------- | -------------------- |
| Céréales à paille & Protéagineux | 134 000              |
| Maïs & Sorgho                    | 88 000               |
| Fourragères & Gazon              | 45 000               |
| Betteraves & Chicorée            | 5 000                |
| Plants de pommes de terre        | 21 000               |
| Lins & Chanvre                   | 22 000               |
| Oléagineux                       | 32 000               |
| Potagères & Florales             | 24 000               |

#### Structures de la profession
- Le nombre d'entreprise de production est assez stable depuis 2019 aux environs de 250 ; les entreprises de sélection sont aux environs de 70 et les entreprises de distribution de semences sont environ 6 000[13].
- Le nombre d'agriculteurs multiplicateurs est en diminution. Il est passé d'environ 19 000 en France en 2016 à 17 000 en 2022[13].
- Près de la moitié des entreprises sont de petite dimension (CA inférieur à 1 million d'€). Le total de leur chiffre d'affaires représente moins de 2 % du chiffre d'affaires de la branche[14].

#### Valeur
Le chiffre d'affaires annuel est en progression passant d'environ 3,34 milliards € pour la campagne 2015-2016 à 3,63 en 2021-2022. Le chiffre d'affaires des exportations est de 1 960 M€ ; il est en croissance régulière depuis 10 ans, et l'excédent commercial dépasse 1 000 M€.

### Europe
En Europe, plusieurs milliers d'entreprises participent à la sélection, la production et la commercialisation de semences d’espèces végétales agricoles, horticoles et ornementales. 35 associations nationales sont membres d'Euroseeds qui représente les intérêts des personnes actives dans la recherche, la sélection, la production et la commercialisation de ces semences.

### Monde
La FAO contribue dans de nombreux pays à renforcer des programmes de production de semences, y compris des activités de multiplication des semences de première génération, en tenant compte des avantages comparatifs des secteurs semenciers public et privé,.
Près de 7 500 entreprises dans le monde réalisent un chiffre d’affaires de 48 milliards de dollars. Les échanges internationaux croissent pour atteindre un montant de 12,5 milliards de dollars. Les entreprises semencières les plus connues sont Monsanto (USA), Bayer (Allemagne), Syngenta (Suisse), Sakata (Japon) et Vilmorin-Limagrain (France) [source insuffisante].
Le Traité international sur les ressources phytogénétiques pour l'alimentation et l'agriculture ou TIRPAA, ou, plus simplement, le « Traité sur les semences » a pour objectif de permettre une meilleure conservation de la biodiversité des variétés de semences de toutes les espèces utiles à  l'alimentation pour assurer la sécurité alimentaire au niveau mondial et une meilleure répartition des richesses en résultant.
La France est le premier pays exportateur mondial devant les États-Unis et les Pays-Bas.